# La frode
La frode (Arbitrage) è un film indipendente del 2012 scritto e diretto da Nicholas Jarecki, con protagonista Richard Gere.

## Trama
Robert Miller è un milionario all'apice del successo. Sta per vendere la sua società per una valanga di milioni, ha una bella casa, la moglie Ellen realizzata e una florida società, dove la figlia Brooke lavora per lui. Inoltre, trova il tempo per intrattenere una relazione extraconiugale con una bella e giovane gallerista, Julie Cote. Robert è però preoccupato per la firma del contratto di vendita della sua società, che tarda ad arrivare, nonostante le pressioni da lui esercitate. L'acquirente è il ricco imprenditore James Mayfield, grande avversario di Miller. Una notte, dopo essere andato alla mostra d'arte di Julie, mentre i due sono in macchina, Robert ha un colpo di sonno e causa un incidente, nel quale Julie perde la vita. Ferito e sanguinante con fitte su tutto il corpo, Robert telefona da una cabina telefonica all'unico di cui si può fidare, Jimmy, un ragazzo che alcuni anni prima ha preso sotto la sua ala dopo la morte del padre. Robert riesce a tornare a casa e a non destare sospetti. Il suo quadretto idilliaco sembra così andare in pezzi.
Poche ore dopo la polizia trova la macchina e il cadavere di Julie. Il detective Michael Bryer segue le indagini cercando di far luce sulla questione, che presenta diversi lati contorti. Come se non bastasse, Brooke scopre che i conti della società sono truccati per nascondere le ingenti perdite derivanti da un investimento in Russia andato storto, restando delusa e amareggiata quando scopre che il padre ne era consapevole. Le indagini proseguono e la polizia riesce a portare in tribunale Jimmy grazie a una foto scattata ad un casello autostradale che rivela la targa della macchina usata da Jimmy per soccorrere Robert. Jimmy in tribunale nega che quella sia la sua macchina, mentre Robert cerca di capire come possa essere successo. Contatta il miglior avvocato della città, Earl Monroe, e si fa consigliare dal suo avvocato Syd Felder su cosa sia meglio fare. Robert decide allora di incontrare personalmente Mayfield per concludere l'accordo di vendita della società in modo che nessuno de i dipendenti ci rimetta il posto, e pensa di costituirsi. Cambia però idea, decidendo di verificare la verità della prova che inchioda Jimmy, e scopre confrontando la foto della targa della sua macchina con la foto della targa della macchina di Jimmy che quest'ultima è stata ritoccata dal detective Bryer, il quale ha tentato in tutti i modi di incastrare Miller.
Il caso viene così archiviato per evitare uno scandalo mediatico. Robert può quindi considerarsi soddisfatto, fin quando Ellen gli rivela di aver sempre saputo della relazione extraconiugale con Julie e di voler fare un patto con lui: dichiarerà il falso riguardo all'omicidio quando la polizia la interrogherà a patto che Robert ceda la società di famiglia a Brooke, in risarcimento per averla presa in giro sui conti dell'azienda. Il film si conclude con le immagini di un banchetto in onore di Robert, presso una sua fondazione benefica; perduto ormai il rispetto della moglie e della figlia, rimane però sconosciuta quale sia la sua decisione finale.

## Produzione

### Riprese
Il film viene completamente girato a New York (USA). Le riprese iniziano il 18 aprile 2011.

### Cast
Originariamente per il ruolo del protagonista il regista voleva Al Pacino, che però rifiutò la parte. Inizialmente anche Eva Green era designata per il ruolo di Julie Cote, ma dovette rifiutare poiché molto impegnata nelle riprese del film Dark Shadows. Il poco conosciuto Nate Parker inoltre rimpiazzò Drake poco prima dell'inizio delle riprese.

## Riconoscimenti
- 2013 - Golden Globe
  - Candidatura per il miglior attore in un film drammatico a Richard Gere
- 2012 - National Board of Review of Motion Pictures
  - Migliori dieci film indipendenti
- 2012 - Phoenix Film Critics Society Awards
  - Candidatura per la miglior sceneggiatura originale a Nicholas Jarecki
- 2012 - Festival Internazionale del Cinema di San Sebastián
  - Candidatura per il Concha de oro al miglior film a Nicholas Jarecki
- 2012 - Chicago Film Critics Association Award
  - Candidatura per il miglior regista esordiente a Nicholas Jarecki
- 2012 - African-American Film Critics Association
  - Miglior attore non protagonista a Nate Parker
- 2013 - Black Reel Awards
  - Candidatura per il miglior attore non protagonista a Nate Parker
- 2012 - Hamptons International Film Festival
  - Miglior attore emergente a Nate Parker

## Distribuzione
Il primo trailer del film viene pubblicato il 26 giugno 2012. Il film viene presentato in anteprima al Sundance Film Festival il 21 gennaio 2012. La pellicola esce nelle sale statunitensi a partire dal 14 settembre 2012. In Italia è uscita il 14 marzo 2013.

### Divieto
Il film viene vietato ai minori di 17 anni non accompagnati negli Stati Uniti d'America, per la presenza di linguaggio ed immagini violente e uso di droga.